# IRIB Varzesh
IRIB Varzesh (перс. شبکه ورزش‎ / Šabakeye Varzeš) — один из общенациональный телеканалов в Иране. Является спортивным и футбольным телеканалом. Принадлежит государственной телерадиокомпании «Вещание Исламской Республики Иран» (IRIB). Телеканал IRIB Varzesh начал работу 18 июля 2012 года. Вещает круглосуточно.
В телеканале транслируются спортивные турниры и матчи, передачи и программы посвященные спорту. Значительную часть эфира телеканала занимают футбольные матчи. Также транслируются теннисные поединки, мини-футбольные, волейбольные, гандбольные и баскетбольные матчи, различные турниры по спортивной борьбе. Транслируются матчи иранской баскетбольной Суперлиги, иранской волейбольной Суперлиги, иранской мини-футбольной Суперлиги, Мировой лиги по волейболу, Чемпионат мира по волейболу, европейскую Лигу чемпионов ЕКВ.
Из футбольных турниров и матчей телеканал транслирует матчи национальной сборной Ирана по футболу, Иранскую Про-лигу Персидского залива, Лигу Азадеган, Кубок Хазфи, Лигу чемпионов АФК, Лигу чемпионов УЕФА, Лигу Европы УЕФА, Суперкубок УЕФА, английскую Премьер-лигу, испанскую Ла Лигу, немецкую Бундеслигу, итальянскую Серию А, французскую Лигу 1, Кубок Англии, Суперкубок Англии, Кубок Короля Испании, Суперкубок Испании, Кубок Германии, Суперкубок Германии.
Телеканал транслировал матчи Чемпионата мира по футболу 2014 (в том числе матчи отборочного турнира), Чемпионата мира по мини-футболу 2016, розыгрыши Кубка Америки по футболу, Кубок Азии по футболу 2015, юношеские и молодёжные чемпионаты Азии по футболу и другие футбольные матчи и турниры.
В телеканале также транслируются различные передачи и программы, посвященные спорту и футболу. Основным конкурентом IRIB Varzesh по спортивным и футбольным трансляциям является другой телеканал IRIB — спортивный и футбольный телеканал IRIB TV3.